# Grand Prix cycliste d'Oranie
Ne doit pas être confondu avec Tour d'Oranie.
Le Grand Prix Cycliste d'Oranie est une ancienne course cycliste, organisée en 7 étapes, du 26 mai au 2 juin 1935 dans l'Oranie en Algérie. 
La capitale de la région est la ville d'Oran.

## Palmarès
| Année | Vainqueur        | Deuxième     | Troisième        |
| ----- | ---------------- | ------------ | ---------------- |
| 1935  | Vincent Salazard | Henri Poméon | Bencheik Djilali |

## Étapes
- Étape 1 : Oran - Mostaganem, 171 km - Vainqueur : Abdel-Kader Abbes
- Étape 2 : Mostaganem - Tiaret, 171 km - Vainqueur : Vincent Salazard
- Étape 3 : Tiaret - Mascara, 162 km - Vainqueur : Raymond Bon
- Étape 4 : Mascara - Sidi Bel Abbès, 172 km - Vainqueur : Henri Poméon
- Étape 5 : Sidi Bel Abbès - Tlemcen, 168 km - Vainqueur : Raymond Bon
- Étape 6 : Tlemcen - Oudjda, 131 km - Vainqueur : Henri Poméon
- Étape 7 : Oudjda - Oran, 218 km - Vainqueur : Vincent Salazard